# Deniz Kılıçlı
Deniz Kılıçlı (Samsun, 23 ottobre 1990) è un cestista turco.

## Carriera
Dal 2009 al 2013 ha giocato nei Mountaineers di West Virginia University. Con la Nazionale Under-20 ha disputato due edizioni dei FIBA EuroBasket Under-20 (2009 e 2010) e ha vinto l'oro ai XVII Giochi del Mediterraneo con la maglia della Nazionale maggiore.

## Palmarès
- Coppa di Turchia: 1

Anadolu Efes: 2014-2015